# Anne of Green Gables (1919)
Anne of Green Gables é um filme de comédia dramática mudo produzido nos Estados Unidos em 1919 e dirigido por William Desmond Taylor. O filme foi baseado no romance homônimo de Lucy Maud Montgomery.

## Elenco
- Mary Miles Minter como Anne Shirley
- Paul Kelly como Gilbert Blythe
- Marcia Harris como Marilla Cuthbert
- Frederick Burton como Matthew Cuthbert
- F. T. Chailee como Abdenego Pie
- Leila Romer como Mrs. Pie
- Lincoln Stedman como Jumbo Pie
- Hazel Sexton como Josie Pie
- Russell Hewitt como Anthony Pie
- Albert Hackett como Robert
- Laurie Lovelle como Diana Barry
- Carolyn Lee como Mrs. Barry
- Jack B. Hollis como Rev. Figtree
- George Stewart como Gilbert Blythe
- Beatrice Allen

## Produção
O filme foi filmado em Dedham, Massachusetts, de agosto a outubro de 1919 e lançado em 23 de novembro de 1919. A escritora do romance, Lucy Maud Montgomery, ficou furiosa com as muitas liberdades que o filme levou com seus personagens, incluindo a mudança de Anne de canadense para americana.